# Society of Vertebrate Paleontology
La Sociedad de Paleontología de Vertebrados (SVP) es una organización profesional fundada en los Estados Unidos en 1940 para el desarrollo de la paleontología de vertebrados en todo el mundo.

## Misión y actividades
SVP tiene alrededor de 2.300 miembros a nivel internacional y celebra conferencias científicas anuales en América del Norte y otros lugares. Está organizado con fines educativos y científicos con la misión de "avanzar en la ciencia de la paleontología de vertebrados y servir a los intereses comunes y facilitar la cooperación de todas las personas interesadas en la historia, evolución, anatomía comparativa y taxonomía de animales vertebrados, también como la aparición en el campo, la recolección y el estudio de vertebrados fósiles y la estratigrafía de los lechos en los que se encuentran ". SVP también se preocupa por la conservación y preservación de los sitios fósiles. Las publicaciones SVP incluyen el Journal of Vertebrate Paleontology, SVP Memoir Series, News Bulletin, Bibliography of Fossil Vertebrates y, más recientemente, Palaeontologia Electronica .

## Historia
SVP fue fundada como una sociedad independiente en 1940 por un grupo de científicos que habían formado la 'sección de paleontología de vertebrados' en la Sociedad Paleontológica seis años antes. Entre los miembros fundadores se encontraban George Gaylord Simpson, que nueve años después también era miembro fundador de la Sociedad para el Estudio de la Evolución, y Alfred Sherwood Romer . Los miembros de SVP querían mantener un fuerte enfoque en la evolución y la zoología en un momento en que la Sociedad Paleontológica se estaba volviendo cada vez más bioestratigráfica y centrada en la industria. El primer presidente de SVP fue A. S. Romer (1940-41), y su presidente actual es Emily Rayfield (2018-). En los últimos diez años, cuatro de los seis presidentes de SVP han sido mujeres (Annalisa Berta, Catherine Badgley, Blaire Van Valkenburgh y Catherine Forster ), al igual que la presidenta actual (Emily Rayfield) y la presidenta electa (Jessica Theodor). 

## Políticas públicas
SVP considera que "los fósiles de vertebrados son importantes recursos paleontológicos no renovables a los que se les brinda protección mediante leyes y pautas ambientales federales, estatales y locales", y que los fósiles científicamente importantes, especialmente los que se encuentran en tierras públicas, deben mantenerse en la confianza pública, preferiblemente en un museo o institución de investigación, donde pueden beneficiar a la comunidad científica en su conjunto. La Ley de Preservación de Recursos Paleontológicos. S. 546 y HR 2416 se introdujeron en el Congreso de los Estados Unidos con el apoyo de SVP. SVP también ha estado involucrado en acciones legales para proteger los límites originales de los monumentos nacionales de Grand Staircase-Escalante y Bears Ears, ambos establecidos para brindar protección a los recursos paleontológicos.
El estatuto ético de SVP establece que "el trueque, la venta o la compra de fósiles de vertebrados científicamente significativos no están permitidos, a menos que los incorpore o los mantenga dentro de un fideicomiso público". Debido a esto, SVP ha abogado por que los fósiles científicamente importantes, como el esqueleto terópodo subastado en París en 2018, se coloquen en depósitos de confianza pública como los de los principales museos y universidades.
La posición del SVP es que "El registro fósil de vertebrados apoya inequívocamente la hipótesis de que los vertebrados han evolucionado a lo largo del tiempo" y que la evolución es "el principio organizador central de la biología, entendido como descendencia con modificación" y también es importante para la geología . La Sociedad cree que solo la teoría evolutiva apoyada científicamente debe enseñarse en la escuela y que el creacionismo y el diseño inteligente no tienen cabida en el plan de estudios científico. Con este fin, SVP ha establecido programas para capacitar a educadores en la evolución de la enseñanza.

## Publicaciones
- El Journal of Vertebrate Paleontology (JVP) es la publicación insignia de la sociedad. JVP fue fundada en 1980 en la Universidad de Oklahoma y continuó en 1984 por SVP. JVP contiene contribuciones originales en todos los aspectos de la paleontología de vertebrados; incluyendo orígenes de vertebrados, evolución, morfología funcional, taxonomía, bioestratigrafía, paleoecología, paleobiogeografía y paleoantropología .
- La SVP Memoir Series publica trabajos monográficos que son más largos que los artículos JVP.
- El Boletín de Noticias ha sido publicado para SVP desde su fundación. El Boletín de Noticias contiene actas de reuniones de negocios anuales, noticias de miembros de todo el mundo, cambios de dirección, nuevos miembros, anuncios de trabajo y obituarios.
- The Bibliography of Fossil Vertebrates es un índice de publicaciones sobre todos los temas relacionados con la paleontología de vertebrados.
- Palaeontologia Electronica es la primera revista electrónica de paleontología del mundo y está patrocinada en parte por SVP.[16]

## Premios y reconocimientos
El SVP emite los siguientes premios, subvenciones y premios:
- Premio Cohen a la Investigación del Estudiante (nombrada en honor de Steven Cohen)
- Premio Colbert Premio de póster estudiantil (nombrada en honor de Edwin H. y Margaret Colbert)
- Beca de ayudas predoctorales Dawson (nombrada en honor de Mary R. Dawson )
- Beca Estes Memorial (nombrada en honor de Richard Estes)
- Premio Gregory (nombrada en honor de Joseph T. Gregory )
- Beca Hix para preparadores (nombrada en honor de Marvin y Beth Hix)
- Membresía honoraria
- Membresía institucional (un programa para instituciones en países en desarrollo)
- Premios Lanzendorf-National Geographic PaleoArt (nombrada en honor de John Lanzendorf )
- Beca Patterson Memorial (nombrada en honor de Bryan Patterson )
- Programa para científicos de naciones en desarrollo económico
- Premio Romer (nombrada en honor de Alfred Romer )
- Medalla Romer-Simpson (nombrada en honor de Alfred S. Romer y George G. Simpson )
- Premio Skinner (nombrada en honor de Morris Skinner)
- Premio Wood (nombrada en honor de Albert E. Wood)